# Insellösung
Als Insellösung wird eine Problemlösung bezeichnet, die ein spezielles Problem löst und dabei selbst so speziell ist, dass sie nicht mehr verändert werden kann, um ein anderes, ähnliches Problem zu lösen. Außerdem nennt man technische Systeme so, die nicht mit ähnlichen oder verwandten Systemen kompatibel sind. Das Gegenteil davon ist Interoperabilität.

## Beispiele
Ein Beispiel dafür ist der Transrapid, der keine der Einrichtungen anderer Verkehrsmittel benutzen kann und auch selbst nicht für diese mitbenutzbar ist. Weiter kommt dies auch bei Schreibtelefonen für Gehörlose vor, die zwar innerhalb des Telefonnetzes wirken, jedoch nur mit einem gleichen Gerät auf der Gegensprechstelle zusammenwirken können.
Auch im Bereich der IT-Anwendungen gibt es solche, die für spezielle Anforderungen als Insellösungen geschrieben wurden, um zum Beispiel in einem Unternehmen einen bestimmten Prozess zu unterstützen. Oft existieren Insellösungen in einem Unternehmen noch aus den Anfängen der EDV, als den Entwicklern und Unternehmen die Erfahrung für eine alle Aufgaben abdeckende Software fehlte. In Unternehmen haben Insellösungen im Vergleich zu integrierten Lösungen zahlreiche Nachteile, unter anderem entstehen beim Übertragen von Daten sogenannte Medienbrüche.
In Deutschland wurde dieser Begriff populär in Zusammenhang mit der Einführung des Pfands auf Einweggetränkebehälter Anfang 2003. Während sich vor allem Tankstellen und kleine Getränkemärkte unter Verbünden wie dem P-System zusammengeschlossen hatten, hatten sich vor allem große Unternehmen wie Aldi, Lidl und Plus zu Insellösungen entschlossen, bei denen man die bei der jeweiligen Handelskette gekauften Flaschen auch nur dort zurückgeben konnte. Seit dem 1. Mai 2006 sind solche Insellösungen nicht mehr zulässig. Jeder Verkäufer von bepfandeten Einweggebinden muss solche nun auch zurücknehmen, unabhängig davon, wo diese gekauft wurden.